# Carinerland
Carinerland – gmina w Niemczech,  w kraju związkowym Meklemburgia-Pomorze Przednie, w powiecie Rostock, wchodzi w skład Związku Gmin Neubukow-Salzhaff. 26 maja 2019 do gminy przyłączono gminę Kirch Mulsow, która stała się jej częścią (Ortsteil).